# Danilo Nikolić (calciatore)
Danilo Nikolić (in serbo Данило Николић?; Belgrado, 29 luglio 1983) è un ex calciatore serbo, di ruolo difensore.